# Cerimoniário
Cerimoniário é um ministro litúrgico da Igreja Católica responsável por preparar, coordenar e dirigir celebrações litúrgicas, como a Missa, garantindo que ocorram de forma harmoniosa, digna e conforme as normas litúrgicas. Também conhecido como Mestre das Celebrações Litúrgicas, o cerimoniário desempenha um papel essencial em liturgias complexas, como as missas pontificais, e é particularmente comum nos ritos romano e ambrosiano, sendo raro nas liturgias orientais.

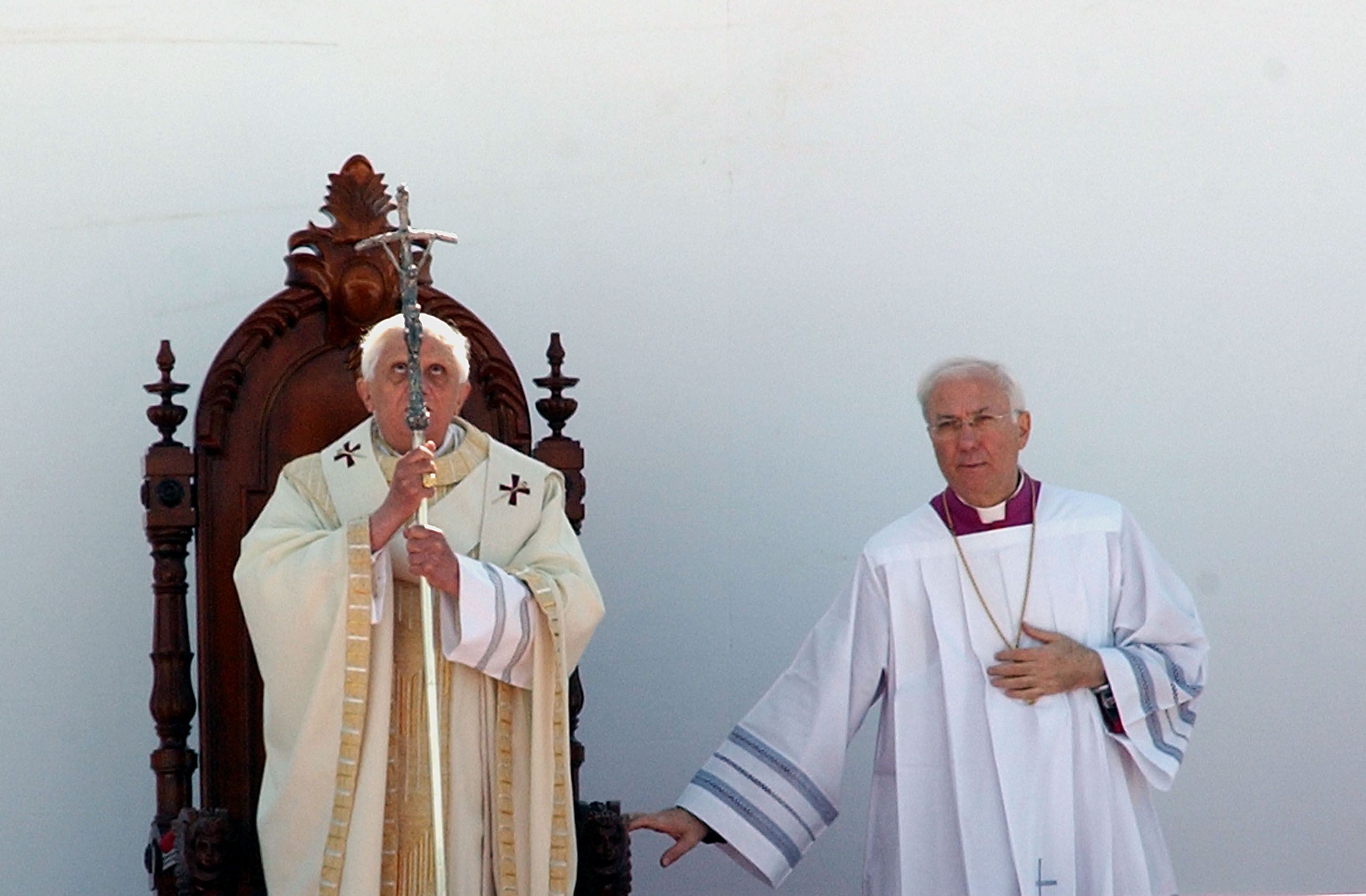
Papa Bento XVI assistido por Piero Marini, então cerimoniário papal, durante uma celebração litúrgica.

## História
O papel do cerimoniário tem raízes na tradição litúrgica católica, evoluindo a partir de funções desempenhadas por clérigos e leigos que organizavam celebrações na Igreja primitiva. Antes da reforma litúrgica do Concílio Vaticano II (1962–1965), uma função semelhante era exercida pelo presbítero assistente (presbyter assistens), que auxiliava o celebrante principal. Com o Vaticano II, o papel do cerimoniário foi formalizado, especialmente pelo Cerimonial dos Bispos, que estabelece sua presença obrigatória em missas pontificais para coordenar os participantes e garantir a ordem litúrgica.
Na história moderna, o cerimoniário ganhou destaque em celebrações papais, com o Ofício das Celebrações Litúrgicas do Sumo Pontífice, liderado por figuras como Piero Marini (sob João Paulo II) e Guido Marini. Desde 2021, Diego Giovanni Ravelli é o cerimoniário papal.

## Funções
O cerimoniário atua como um "diretor" da liturgia, assegurando que todos os elementos da celebração estejam alinhados com as normas da Igreja. Suas principais responsabilidades incluem:
- Preparação: Planejar o rito, coordenando textos litúrgicos, música, espaços e objetos litúrgicos (como missal, turíbulo e alfaias).
- Coordenação: Orientar acólitos, leitores, cantores, sacristães e outros participantes, distribuindo tarefas e, se necessário, conduzindo ensaios.[3]
- Direção durante a liturgia: Garantir o cumprimento das rubricas (instruções litúrgicas), intervir discretamente em imprevistos e, em alguns casos, dar comandos em latim ou na língua local para orientar os participantes.[6]
- Assistência ao celebrante: Posicionar-se próximo ao celebrante (geralmente à esquerda), virar as páginas do missal e, em missas episcopais, gerenciar insígnias como báculo e mitra.[1]
- Outras tarefas: Supervisionar a imprensa (fotógrafos e jornalistas), preparar documentos litúrgicos e, em celebrações solenes, acompanhar o uso do incenso.[7]

O cerimoniário é especialmente importante em missas pontificais, celebrações em catedrales ou eventos com muitos participantes, como ordenações e procissões. Em liturgias complexas, pode haver dois cerimoniários dividindo as responsabilidades.

## Quem Pode Ser Cerimoniário
A função pode ser desempenhada por padres, diáconos ou leigos com formação litúrgica adequada, incluindo acólitos instituídos ou não. Não é necessário ser ordenado, mas o cerimoniário deve conhecer profundamente os livros litúrgicos, como o Missal Romano, o Lecionário e o Cerimonial dos Bispos. Em catedrais, o cerimoniário é frequentemente um clérigo fixo, enquanto bispos podem ter um cerimoniário pessoal, muitas vezes seu secretário episcopal. Em mosteiros, um monge ou freira pode assumir o papel para celebrações internas.
Algumas dioceses oferecem cursos de formação para cerimoniários, que variam em duração e podem incluir exames, preparando-os para atuar em paróquias ou catedrais.

## Vestes Litúrgicas
Durante a liturgia, o cerimoniário veste:
- Batina (geralmente preta, ou roxa em missas episcopais ou catedrais) com sobrepeliz.
- Alba com cíngulo, como alternativa, especialmente em paróquias.
- Se for padre ou diácono, pode usar a estola sobre a batina e a sobrepeliz, conforme permitido pela conferência episcopal ou pelo ordinário local (geralmente o bispo diocesano).[1]

As vestes variam conforme a tradição local e a solenidade da celebração.

## Cerimoniário nas Celebrações Papais
No contexto do Vaticano, o Mestre das Celebrações Litúrgicas Pontifícias é o cerimoniário responsável por todas as liturgias presididas pelo papa ou realizadas em seu nome. Este cargo, parte do Ofício das Celebrações Litúrgicas do Sumo Pontífice, exige coordenação de eventos globais, como canonizações e visitas papais. Figuras notáveis incluem Piero Marini, que serviu sob João Paulo II, e Guido Marini, que atuou sob Bento XVI e Francisco. Desde 2021, o cargo é ocupado por Diego Giovanni Ravelli.

## Importância e Desafios
O cerimoniário é comparado a um "diretor de orquestra" da liturgia, equilibrando precisão técnica com sensibilidade pastoral. Deve lidar com participantes de diferentes idades (como acólitos jovens), gerenciar imprevistos e atender às expectativas dos fiéis, mantendo a dignidade da celebração. Sua habilidade em comunicar-se com autoridade e respeito é crucial, especialmente ao orientar crianças e adolescentes que atuam como acólitos.